# Daniele Sottile
Daniele Pasquale Sottile, född 17 augusti 1979 i Milazzo, är en italiensk volleybollspelare. Sottile blev olympisk silvermedaljör i volleyboll vid sommarspelen 2016 i Rio de Janeiro. och tog brons vid EM 2015. Han har spelat hela sin klubbkarriär i Italien.